# جايسون فيليبس
جايسون فيليبس (بالإنجليزية: Jason Phillips)‏ هو لاعب كرة قاعدة أمريكي، ولد في 27 سبتمبر 1976 في لا ميسا في الولايات المتحدة.

## وصلات خارجية
- جايسون فيليبس على موقع دوري كرة القاعدة الرئيسي (الإنجليزية)
- جايسون فيليبس على موقعبيزبول رفرنس.كوم (الدوري الرئيسي) (الإنجليزية)
- جايسون فيليبس على موقعبيزبول رفرنس.كوم (الدوري الثانوي) (الإنجليزية)
- جايسون فيليبس على موقع إي إس بي إن.كوم (أم.أل.بي) (الإنجليزية)
- جايسون فيليبس على موقع مشجعي الرسوم البيانية (الإنجليزية)